# Es Castell
Es Castell è un comune spagnolo di 7 892 abitanti situato nella comunità autonoma delle Baleari, sull'isola di Minorca.
È nato qui il grande maestro scacchista Francisco Vallejo Pons.